# Trasaghis
Trasaghis est une commune de la province d'Udine dans la région Frioul-Vénétie Julienne, en Italie.

## Histoire
Le 2 mai 1945, les SS massacrent 51 civils (dont 8 enfants) à Avasinis.

## Administration
| Période                                  | Période | Identité | Étiquette | Qualité |
| ---------------------------------------- | ------- | -------- | --------- | ------- |
|                                          |         |          |           |         |
| Les données manquantes sont à compléter. |         |          |           |         |

### Hameaux
- Alesso, Avasinis, Braulins, Oncedis, Peonis.

### Communes limitrophes
Bordano, Cavazzo Carnico, Forgaria nel Friuli, Gemona del Friuli, Osoppo, Vito d'Asio.